# يوم الزراعة والتنمية الريفية
يوم الزراعة والتنمية الريفية كان يعد حدثا سنويًا خلال الفترة بين عام 2009 و2012، يتم تنظيمه بواسطة الفريق الاستشاري للبحوث الزراعية، وشراكة العلم بشأن نظام الأرض، ومنظمة الأغذية والزراعة، والمنتدى العالمي للبحوث الزراعية والابتكار، والاتحاد الدولي للمنتجين الزراعيين، والمعهد الدولي لبحوث السياسات الغذائية.